# Blood for Dust
Blood for Dust ist ein Action-Thriller von Rod Blackhurst. Die Premiere des Films mit Kit Harington, Scoot McNairy und Josh Lucas in den Hauptrollen erfolgte im Juni 2023 beim Tribeca Film Festival. Der US-Kinostart erfolgte im April 2024.

## Handlung
Während der Rezession Anfang der 1990er Jahre in den USA. Die schlechten Zeiten bringen den vom Pech verfolgten Handlungsreisenden Cliff und seinen alten Freund Ricky wieder zusammen. Während Cliff Defibrillatoren verkauft, verdient Ricky seinen Lebensunterhalt mit illegalen Drogen- und Waffengeschäften. In der Hoffnung, schnelles Geld zu verdienen, willigt Cliff ein, mit ihm zusammenzuarbeiten, der gerade sein Geschäft erweitert, um für den Kartellboss John im ganzen Land Drogen- und Waffenlieferungen abzuwickeln.
Sie rüsten einen klapprigen Kombi für den Transport einer größeren Menge Drogen um. Als Ricky eine einfache Übergabe in ein Blutbad verwandelt, um die Konkurrenz auszuschalten, gerät das Duo schnell in eine Spirale der Vergeltung.

## Produktion

### Filmstab und Besetzung
Regie führte Rod Blackhurst. Es handelt sich bei Blood for Dust um seinen zweiten abendfüllenden Spielfilm. Das Drehbuch schrieb Blackhurst gemeinsam mit David Ebeltoft, mit dem er bereits für seine erste Regiearbeit, den Zombiefilm The Outbreak von 2016, zusammenarbeitete.
In den Hauptrollen spielen der US-Amerikaner Scoot McNairy und der Brite Kit Harington die alten Freunde Cliff und Ricky und Josh Lucas den Kartellboss John. In weiteren Rollen sind Stephen Dorff als Gus, Nora Zehetner als Cliffs Ehefrau Amy, Ethan Suplee als Slim und Amber Rose Mason als Rebecca zu sehen.

### Dreharbeiten
Die Dreharbeiten fanden ab November 2022 in und um Billings in Montana statt. Unter anderem drehte man dort in der Stripper-Bar Planet Lockwood, Andy’s Bar and Lounge, PAYS Auction Yard, Big Sky VCR, im 1145 Club und einen ganzen Tag im Gebäude der Billings Gazette. Die Dreharbeiten wurden nach einem Monat im Dezember 2022 beendet. Als Kameramann fungierte Justin Derry, der zuletzt für den Science-Fiction-Thriller Minor Premise von Eric Schultz und das Filmdrama Bruiser von Miles Warren tätig war.

### Marketing und Veröffentlichung
Beim im Februar 2023 stattfindenden European Film Market in Berlin erwarb 101 Films Distribution die Rechte für Großbritannien und Splendid Film für Deutschland. Die Premiere von Blood for Dust erfolgte am 11. Juni 2023 beim Tribeca Film Festival. Anfang September 2023 wurde der Film beim Festival des amerikanischen Films in Deauville im Hauptwettbewerb vorgestellt. Im Oktober 2023 wurde er beim San Diego International Film Festival gezeigt und Ende Oktober, Anfang November 2023 beim Raindance Film Festival. Der erste Trailer wurde Anfang März 2024 veröffentlicht. Der US-Kinostart erfolgte am 19. April 2024. In Deutschland und Österreich soll der Film am 26. April 2024 auf DVD erscheinen.

## Rezeption

### Kritiken
Von den bei Rotten Tomatoes aufgeführten Kritiken sind 79 Prozent positiv.

### Auszeichnungen
Festival des amerikanischen Films 2023
- Nominierung im Hauptwettbewerb[7]

Raindance Film Festival 2023
- Nominierung als Bester Darsteller (Scoot McNairy)[13]

Reims Polar crime-film festival 2024
- Nominierung für den Grand Prize[14]

San Diego International Film Festival 2023
- Auszeichnung als Bester Film im Narrative Competition[15]